# Мотраміт
Мотрамі́т(рос. моттрамит; англ. mottramite; нім. Mottramit m) — мінерал, гідроксилванадат свинцю та міді гр. олівеніту; мідистий різновид ізоморфного ряду «мотраміту-деклуазиту».

## Загальний опис
Хімічна формула: PbCu[VO4](OH). Cu заміщюється Zn з утворенням деклуазиту.
Сингонія ромбічна.
Ромбо-тетраедичний вид.
Форми виділення: пірамідальні і стовпчасті кристали, друзи, масивні або гроновидні, радіально-променисті агрегати.
Спайність відсутня.
Густина 5,9—6,2.
Твердість 3—3,5.
Колір зелений до синього або червонувато-коричневий.
Блиск масний, сильний смоляний до алмазного.

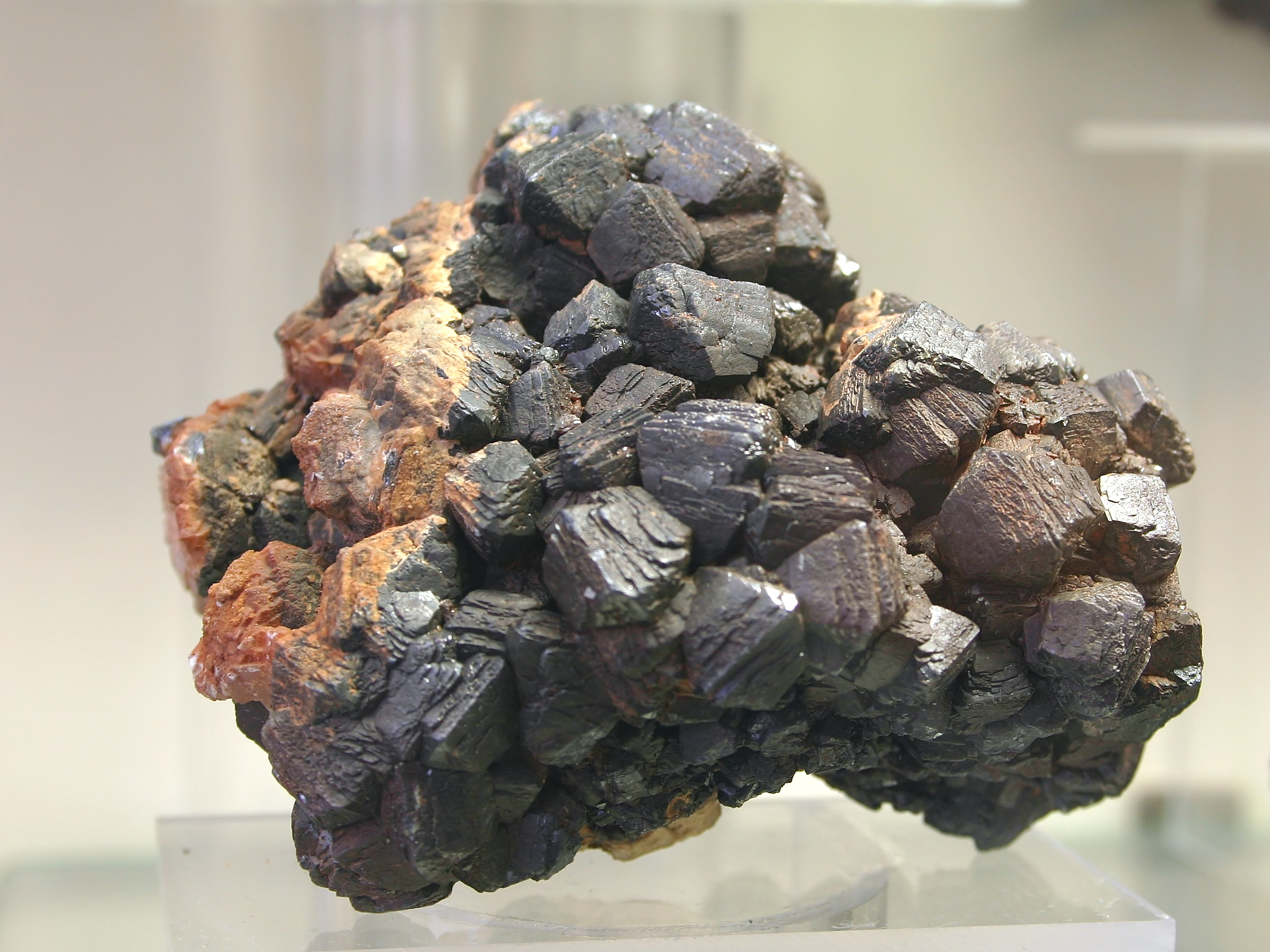
Мотраміт

Крихкий.
Злам раковистий.
Вторинний мінерал.
Зустрічається в зонах окиснення рудних родовищ, наприклад, Цумеб (Намібія). Перша знахідка -в родов. Моттрам (Англія), за яким названо мінерал (H.E.Roscoe, 1876).
Син. — весбін, купродеклуазит, пситациніт, тритохорит, шафнерит.